# Isa Palmgren
Isa Palmgren (egentligt namn Britta Emma Ingeborg Palmgren), född 23 juni 1918, död 8 mars 2000 i Tranås, var en svensk skådespelare. Hon var verksam under 1940-talet.
Palmgren är begravd på Nya griftegården i Tranås.

## Filmografi
- 1940 – Vi Masthuggspojkar
- 1941 – Lasse-Maja
- 1942 – Fallet Ingegerd Bremssen
- 1943 – Katrina

## Teater

### Roller
| År   | Roll | Produktion                            | Regi             | Teater      |
| ---- | ---- | ------------------------------------- | ---------------- | ----------- |
| 1939 |      | Den ljusnande tid, revy Alf Henrikson | Sandro Malmquist | Nya Teatern |